# Hlotse (miasto)
Hlotse (także Leribe) – miasto w Lesotho, centrum administracyjne Dystryktu Leribe. Drugie co do wielkości miasto kraju.
Miasto znajduje się nad rzeką Hlotse, w pobliżu granicy z Południową Afryką. Miasto założył w 1876 roku brytyjski misjonarz John Widdicombe.
Według danych z 2011 roku miasto miało 18 840 mieszkańców.